# Lydia Schenardi
Lydia Schenardi (n. 27 iunie 1952, Montreuil, Franța – d. 11 decembrie 2020, Grasse, Provence-Alpes-Côte d'Azur, Franța) a fost un om politic francez, membru al Parlamentului European în perioada 2004-2009 din partea Franței.